# Радиофобия
Радиофобията е комплекс от нервно-психични и физиологични соматични разстройства, понякога трудни за лечение, които се изразяват в неоснователен страх от различни източници на лъчение (радиация).
Терминът се използва както в ежедневието (особено след Чернобилската авария), така и от специалисти (обикновено в спор с противниците на ядрената енергия).
Появата на радиофобията се разглежда като психогенна реакция, която няма пряка връзка със степента на действителното излагане на йонизиращо лъчение или електромагнитни полета. Вреда за здравето може да бъде причинена от доза от няколко сиверта, а радиационната фобия е страх от много по-малки дози, често породен от незнанието на тези числа или липсата на доверие в тях.
Радиофобията не бива да се бърка с признаците на реални поражения, причинени от радиация, по-специално от източници на електромагнитно излъчване.
Радиофобията в съвременността се проявява също и като страх от всевъзможни реални или предполагаеми източници на лъчение: базови станции, антени, микровълнови печки и др.
|  | Тази страница частично или изцяло представлява превод на страницата „Радиофобия“ в Уикипедия на руски. Оригиналният текст, както и този превод, са защитени от Лиценза „Криейтив Комънс – Признание – Споделяне на споделеното“, а за съдържание, създадено преди юни 2009 година – от Лиценза за свободна документация на ГНУ. Прегледайте историята на редакциите на оригиналната страница, както и на преводната страница, за да видите списъка на съавторите. ВАЖНО: Този шаблон се отнася единствено до авторските права върху съдържанието на статията. Добавянето му не отменя изискването да се посочват конкретни източници на твърденията, които да бъдат благонадеждни. |